# Messier 74
Messier 74 (também conhecida como NGC 628) é uma galáxia espiral na constelação de Pisces. Foi descoberta em setembro de 1780 por Pierre Méchain. Ele reportou sua descoberta a Charles Messier, que listou a galáxia em seu catálogo.
M74 possui dois braços espirais bem definidos e é usada como protótipo de uma galáxia espiral de grande desenho.

## Descoberta e visualização
A galáxia espiral foi descoberta pelo astrônomo francês Pierre Méchain ao fim de setembro de 1780 e relatou ao seu colega de observatório Charles Messier, que incluiu a galáxia em seu catálogo em 18 de outubro daquele ano. É uma das primeiras galáxias espirais reconhecidas, listada por William Parsons em 1850 como uma de suas 14 "nebulosas espirais".
Devido a sua baixa luminosidade, é um dos mais difíceis objetos Messier para se visualizar. É necessário um céu noturno em excelentes condições para ver seu núcleo. Sua estrutura em braços espirais começa a ser notada a partir de telescópios amadores de 4 polegadas de abertura, embora seus aglomerados estelares azuis possam ser reconhecidos apenas com telescópios de 16 polegadas de abertura. Maratonistas Messier, observadores que tentam visualizar todos os 110 objetos Messier em uma única noite, frequentemente não são capazes de visualizar a galáxia.

## Características

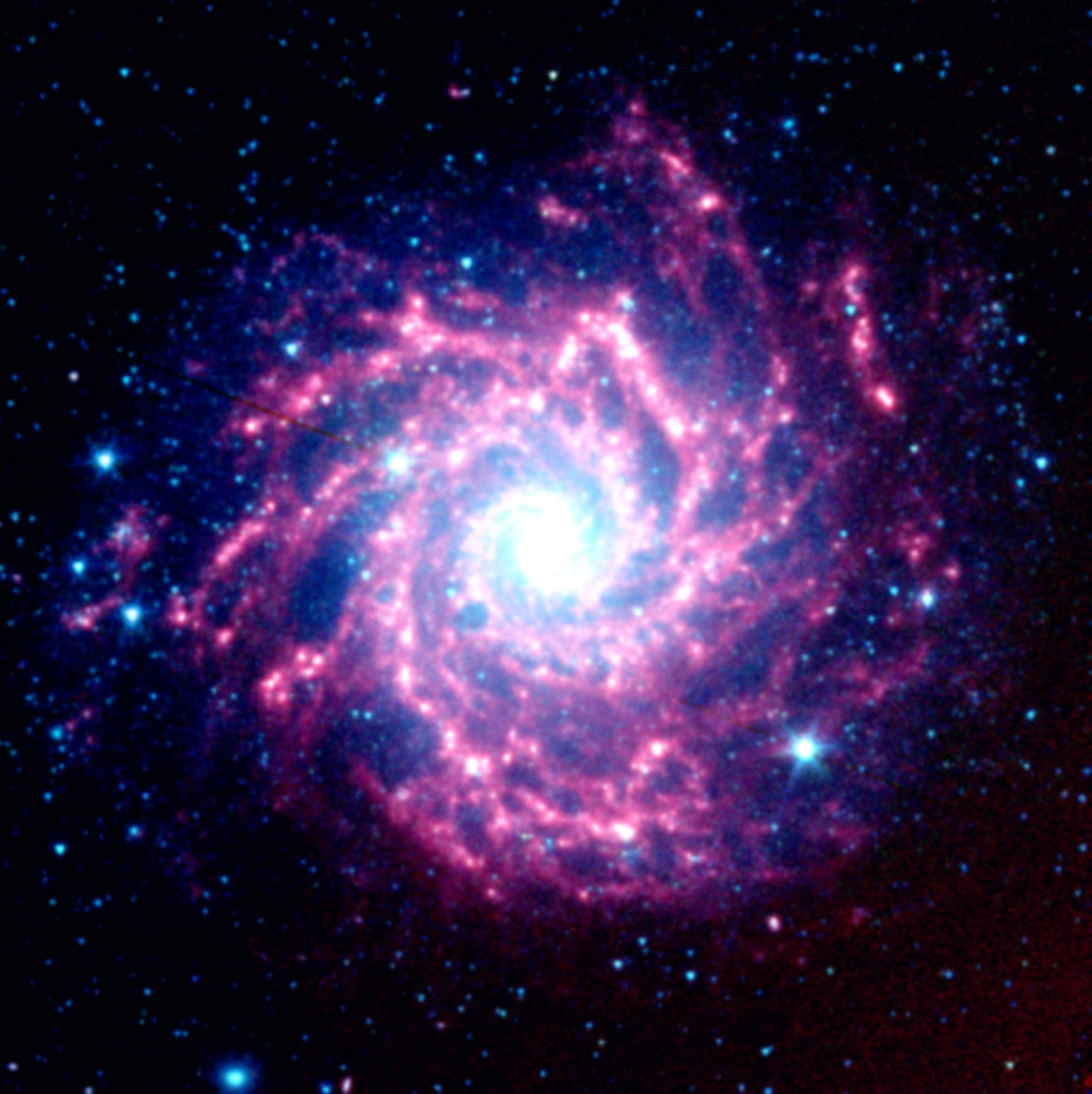
Messier 74, Telescópio Espacial Spitzer

Situa-se a uma distância entre 30 a 40 milhões de anos-luz em relação à Terra e se afasta radialmente do Sistema Solar a uma velocidade de 793 km/s. Seus braços espirais têm uma espessura de cerca de 1 000 anos-luz e seus aglomerados estelares podem ser visualizados como pequenos pontos azuis. Também é possível visualizar pequenos pontos avermelhados, indicando a existência de regiões HII. Seu diâmetro aparente de 10 minutos de grau corresponde a um diâmetro real de 95 000 anos-luz. Seu núcleo galáctico é pequeno, mas brilhante; foi confundido com uma estrela por Friedrich Wilhelm Argelander, que o catalogou como a estrela BD +15deg 238.
O grande número de regiões HII encontrados na galáxia indicam que o processo de formação estelar está vívida. Tais regiões também podem ser visualizadas como pontos em ultravioleta. A simetria notável de toda galáxia, possívelmente construída por "ondas de densidade estelar", indicam que a galáxia está influenciada por outras galáxias vizinhas: quando nuvens de gás são afetadas por estas ondas, se arranjam em cristas que se espiralam. Nesse processo, as nuvens de gás podem se fundir com outras, incentivando a formação estelar.
M74 é a galáxia mais brilhante do Grupo M74, um grupo de 5-7 galáxias que também inclui a galáxia espiral peculiar NGC 660 e as galáxias NGC 660, UGC 891, UGC 1195 e UGGA 20. M74 está a uma distância de aproximadamente 30 milhões de anos-luz da Via Láctea e contém cerca de 100 bilhões de estrelas.

### Supernovas
Duas supernovas já foram detectadas em M74: SN 2002ap, descoberta por Yoji Hirosi em 29 de janeiro de 2002, alcançando seu brilho máximo 7 dias depois, de magnitude aparente 12,3, sendo uma supernova tipo Ic e SN 2003gd, descoberta por Robert Evans em 12 de junho de 2003, alcançando a magnitude aparente 13,2, sendo uma supernova tipo II.
SN 2002ap atraiu atenção porque é uma das poucas supernovas de tipo Ic (hipernovas) observadas em menos de 10 milhões de parsec nos últimos anos. Essa supernova foi usada para testar teorias sobre as origens de supernovas de tipo Ic similares em distâncias maiores e teorias sobre conexões entre supernovas e erupções de raios gama.
SN 2003gd é uma supernova de tipo II-P. Supernovas de tipo II-P têm luminosidades conhecidas, então elas podem ser usadas para medir distâncias com precisão. A distância medida até M74 usando SN 2003gd é de 9,6 ± 2,8 Mpc, ou 31 ± 9 milhões de anos-luz. Por comparação, as distâncias medidas usando as mais brilhantes supergigantes são de 7,7 ± 1,7 Mpc e 9,6 ± 2,2 Mpc. Ben E. K. Sugerman já encontrou um "eco de luz" — um reflexo da explosão da supernova que surgiu após a explosão em si — associado com SN 2003gd. Essa é uma das poucas supernovas em que um reflexo foi encontrado. Essa reflexão parece ter sido causada por poeira em uma nuvem localizada na frente da supernova, e pode ser usada para determinar a composição da poeira interestelar.

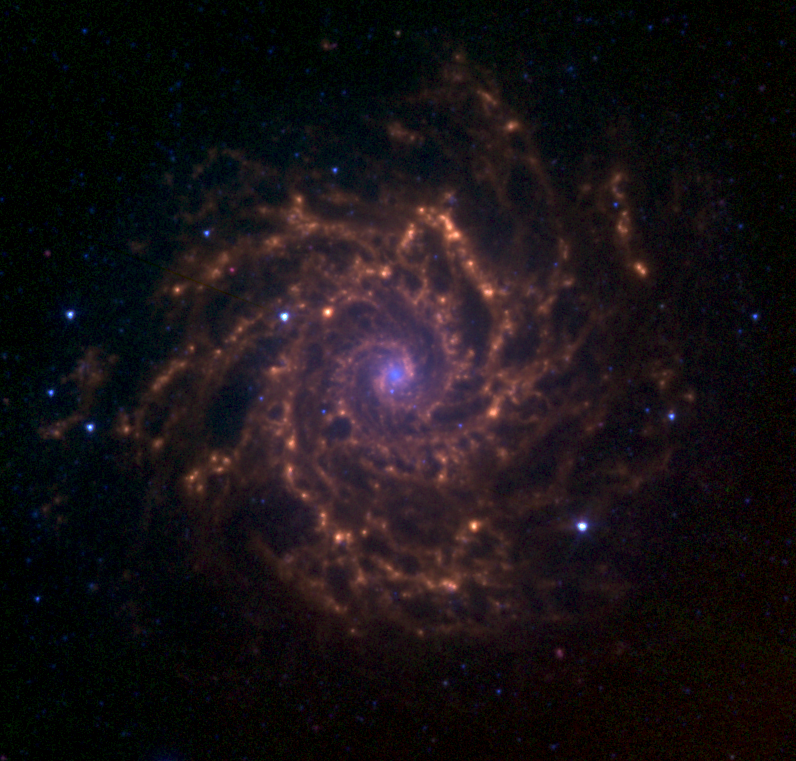
Messier 74, Telescópio Espacial Spitzer

### Possível buraco negro
Em 22 de março de 2005, foi anunciado que o Observatório de raios-X Chandra observou uma luminosa fonte de raios-x (ULX) em M74, irradiando mais energia de raios-X que uma estrela de nêutrons em intervalos periódicos de cerca de duas horas. Ela tem uma massa estimada de cerca de 10 000 massas solares. Isso é um indicador de um buraco negro de massa intermediária. Esta seria uma classe pouco comum de buracos negros, com tamanho entre os buracos negros estelares e os buracos negros maciços localizados no centro de muitas galáxias. Por causa disso, acredita-se que os buracos negros de massa intermediária não são formados de uma única supernova, mas possivelmente de várias delas. A fonte de raios-X é identificada como CXOU J013651.1 154.547.

## Galeria

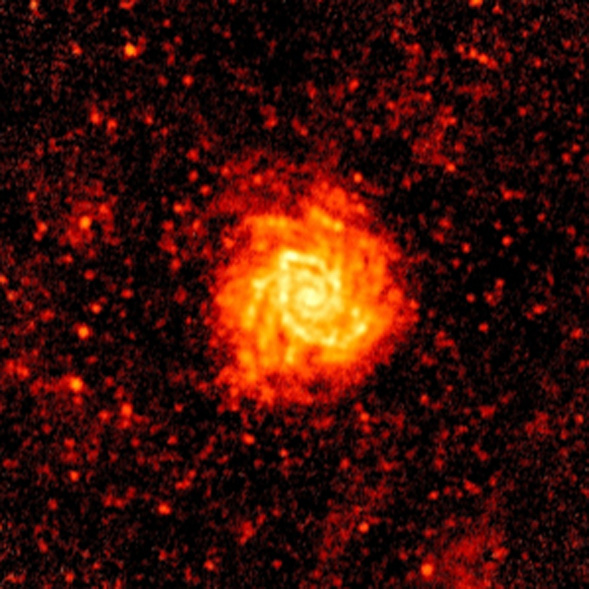
Messier 74, Telescópio Espacial Spitzer
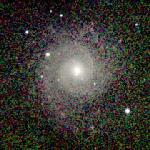
Messier 74, projeto 2MASS
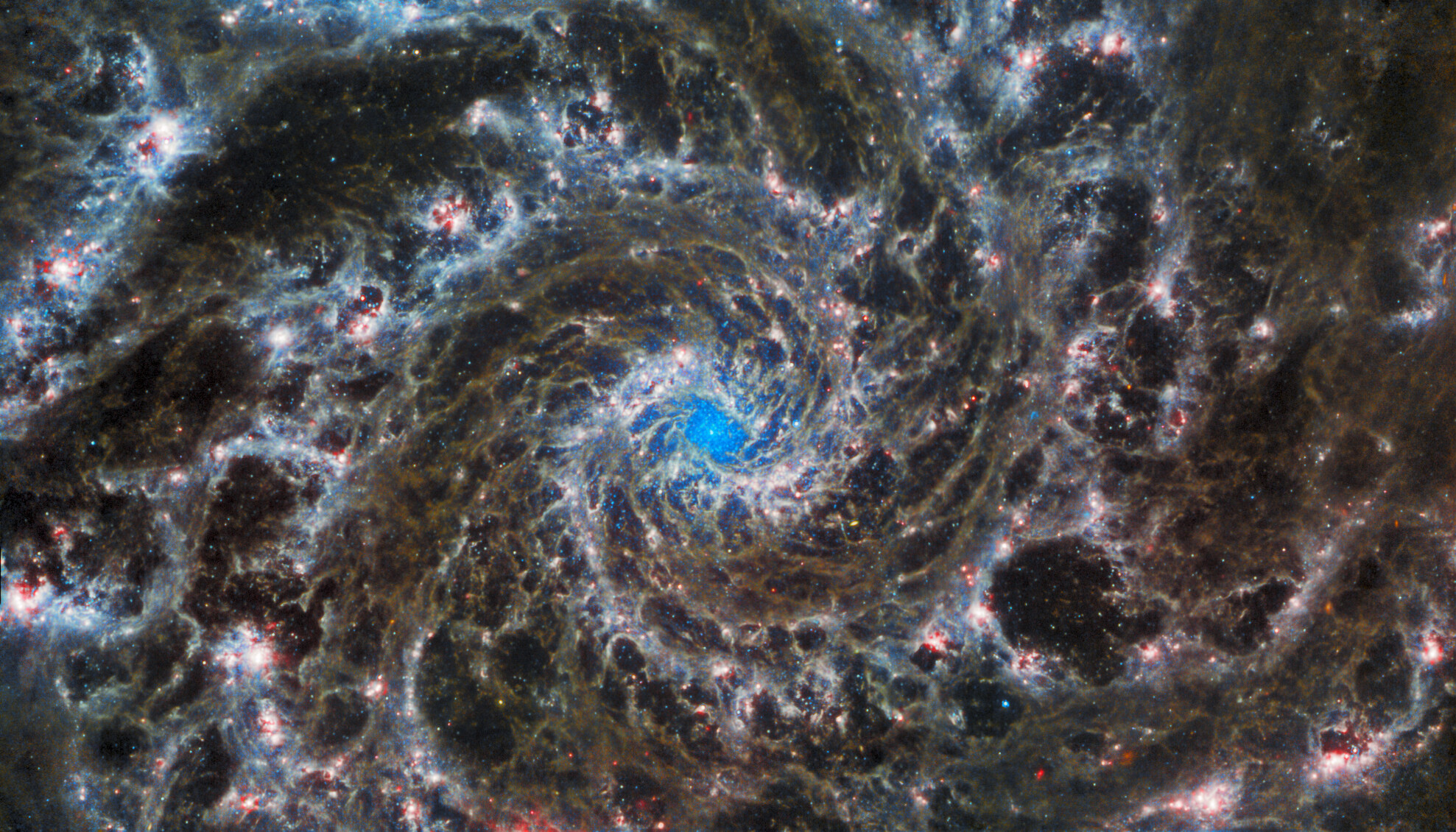
Tirada com o MIRI diretamente do Telescópio Espacial James Webb